# Charles Dezobry
Louis Charles Dezobry, född den 4 mars 1798 i Saint-Denis, död den 16 augusti 1871 i Paris, var en fransk skriftställare.
Dezobry grundlade 1839 en bokförlagsaffär samt utgav en mängd grekiska, romerska och franska klassiker. Bland hans egna skrifter märks särskilt Rome au siècle d'Auguste, ou voyage d'un gaulois à Rome (1835, 5:e upplagan 1886), ett motstycke till Jean-Jacques Barthélemys berömda roman Voyage de jeune Anacharsis en Grèce,och Histoire romaine en peinture (1848) samt flera biografiska och lexikaliska handböcker. Tillsammans med Théodore Bachelet utgav Dezobry Dictionnaire général de biographie et d'histoire, de mythologie, de géographie ancienne et moderne comparée, des antiquités et des institutions grecques, romaines, françaises et étrangères (1857; 5:e upplagan 1869).